# Charlise Oberholzer
Pour les articles homonymes, voir Oberholzer.
Charlize Oberholzer, née le 14 août 1999, est une nageuse sud-africaine. 

## Carrière
Charlize Oberholzer obtient la médaille d'or du 4 x 200 mètres nage libre ainsi que la médaille d'argent du 800 mètres nage libre et du 1 500 mètres nage libre aux Jeux africains de 2015 à Brazzaville.
Elle est ensuite médaillée d'or du 1 500 mètres nage libre aux Championnats d'Afrique de natation 2016 à Bloemfontein.